# Eleccions al Parlament Basc de 2001
Les Eleccions al Parlament Basc de 2001 se celebraren el 13 de maig de 2001. Es van elegir els 75 representants del Parlament Basc i es va donar peu a la VII legislatura. Amb un cens d'1.813.356 electors, els votants foren 1.431.996 (78,96%) i 381.360 les abstencions (21,03%).
El PNB es va presentar en coalició amb EA amb un programa obertament sobiranista de superació dels marcs estatutari i constitucional i favorable a l'autodeterminació obtenint el 42,7 % dels vots i 33 escons, i el Partit Popular liderat per Jaime Mayor Oreja, i el Partit Socialista de Nicolás Redondo Terreros van proposar un discurs comú en defensa de la Constitució i de l'Estatut com a marc insubstituïble per acabar amb el problema terrorista creient que podien desallotjar el nacionalisme de la presidència del País Basc, però només van aconseguir 19 i 13 escons. Després de la ruptura de la treva d'ETA, l'esquerra abertzale, representada per Euskal Herritarrok, va perdre 7 dels 14 escon, els pitjors resultats de la història de la esquerra abertzale. Ezker Batua-Berdeak va obtenir tres escons. Unidad Alavesa va presentar un dels seus candidats a les llistes del PP per Àlaba.
El PP no va obtenir tot el suport popular que esperava, i el PNB en coalició amb Eusko Alkartasuna fou la força més votada, i governà en solitari mercè un pacte amb Ezker Batua-Berdeak tornant a ser investit lehendakari Juan José Ibarretxe. Nicolás Redondo Terreros va dimitir dels seus càrrecs pels mals resultats i les obertes discrepàncies amb la línia política del seu partit.

## Resultats
- Els resultats foren:

| ← Eleccions al Parlament Basc, 2001 → |         |       |        |
| Partit                                | Vots    | %     | Escons |
| EAJ-PNV – EA                          | 604.222 | 42,38 | 33     |
| Partit Popular                        | 326.933 | 23,12 | 19     |
| PSE-EE                                | 253.195 | 17,90 | 13     |
| Euskal Herritarrok                    | 143.139 | 10,04 | 7      |
| Ezker Batua-Berdeak                   | 78.862  | 5,53  | 3      |
| Partido Humanista                     | 3.708   | 0,26  |        |
| Partit del Karma Democràtic           | 2.000   | 0,14  |        |
| Trabajadores por el Diálogo           | 1.017   | 0,07  |        |
| Askatasuna                            | 663     | 0,05  |        |

A part, es comptabilitzaren 11.508 (0,63%) vots en blanc.